# Patrick Joseph Harrington
Patrick Joseph Harrington SMA (* 12. September 1939 in Kilmeague, Irland) ist ein irischer Ordensgeistlicher und emeritierter römisch-katholischer Bischof von Lodwar.

## Leben
Patrick Joseph Harrington trat der Ordensgemeinschaft der Gesellschaft der Afrikamissionen bei und empfing am 16. Dezember 1964 die Priesterweihe.
Papst Johannes Paul II. ernannte ihn am 17. Februar 2000 zum Bischof von Lodwar. Der Kardinalpräfekt der Kongregation für die Evangelisierung der Völker, Jozef Tomko, spendete ihm am 20. März desselben Jahres die Bischofsweihe; Mitkonsekratoren waren sein Amtsvorgänger John Christopher Mahon SPS und Zacchaeus Okoth, Erzbischof von Kisumu.
Von seinem Amt trat er am 5. März 2011 zurück.